# Rural Alliance Party
Die Rural Alliance Party (RAP, dt.: „Partei der Ländlichen Allianz“) war eine politische Partei in den Salomonen.

## Geschichte
Nach den Wahlen 1976 bildeten Abgeordnete der Opposition die so genannte Coalition Opposition Group. Als sich diese im Laufe des Jahres wieder auflöste, gründeten David Kausimae und Faneta Sira die Rural Party (ländliche Partei), welche später in „Rural Alliance Party“ umbenannt wurde.
Nachdem die Partei keinen nennenswerten Einfluss im Parlament erringen konnte, verschmolz sie 1979 mit der People’s Progressive Party zur People’s Alliance Party.